# Fundación IFRS
La Fundación de Estándares Internacionales de Reportes Financieros  (International Financial Reporting Standards; en inglés, o simplemente IFRS Foundation), es una organización privada en el área de contabilidad basada en información financiera. Sus objetivos principales incluyen desarrollar y promover el uso y la aplicación de  Estándares Internacionales de Información Financiera IFRS- NIIF a través de la  Junta de Estándares Internacionales de Contabilidad IASB, la cual supervisa.
El nombre original de Fundación fue Comité de Normas Internacionales de Contabilidad, hasta su renombrado el uno de julio de 2010. Para el año 2012, la fundación fue dirigida por una junta de 22 fideicomisarios.

## Actividades

### Establecimiento de normas
La Fundación IFRS establece los siguientes, así como sus interpretaciones y traducciones a otros idiomas:
- Estándares Internacionales de Información Financiera (o IFRS por sus siglas en inglés);
- Estándares Internacionales de Contabilidad (o IAS por sus siglas en inglés);
- Interpretaciones de Estándares Internacionales de Reportes Financieros (o IFRIC por sus siglas en inglés); e
- Interpretaciones del Comité Permanente de Interpretación (o SIC por sus siglas en inglés).

De éstos, los IAS y SIC son estándares e interpretaciones previamente desarrolladas y adoptadas por la  Junta de Estándares Internacionales de Contabilidad y el Comité de Interpretaciones de la Fundación IFRS, respectivamente. Las Estándares Internacionales de Información Financiera son desarrolladas y publicadas por la  Junta de Estándares Internacionales de Contabilidad, el cuerpo encargado de establecer estándares internacionales contables; mientras que los IFRIC son proporcionados por el Comité de Interpretaciones de la Fundación IFRS.
A través de la  Junta de Estándares Internacionales de Contabilidad, la Fundación IFRS desarrolla además Estándares Internacionales de Información Financiera para pequeñas y medianas empresas, las cuales se aproximan de diferente manera que las NIIF a los objetivos de estas. En un panel de discusión en 2012, co-patrocinado por el Instituto Americano de Contadores Públicos Certificados y por el Instituto de Contadores Certificados de Escocia, Sir David Tweedie comentó que las NIIF para PYMES fueron un "rotundo éxito", además de qué "70 millones de negocios alrededor del mundo" las aplicaban. Por otro lado, otros de los panelistas expresaron dudas sobre sí estas serías capaces de resolver problemas en áreas específicas.

### Taxonomía NIIF
La Fundación IFRS desarrolla y mantiene la taxonomía de las Estándares Internacionales de Información Financiera, la cual es la representación de las NIIF en el lenguaje extensible de informes de negocios, a través del apoyo del equipo XBRL de la Fundación IFRS, así como el Consejo de Asesoría XBRL y el Equipo de Revisión de Calidad del XBRL; los cuales se encargan de proveer consejos estratégicos y revisiones del desarrollo de taxonomía de las NIIF. Adicionalmente, en 2012 la Fundación hizo un llamado a los participantes dentro de la industria para el desarrollo de un proyecto de "Conceptos de práctica industrial comunes" para la taxonomía de NIIF.
El XBRL provee un "formato electrónico común para reportes financieros y de negocios", el cual contribuye con la convergencia global de estándares contables hacía las Normas Internacionales de Información Financiera; El director de las actividades enfocadas a XBRL dentro de la Fundación IFRS, Olivier Servais, espera que "sean de utilidad para todos en el futuro". Para marzo de 2012, la Taxonomía NIIF ha tenido "considerablemente menos" etiquetas que la Taxonomía GAAP, y la Comisión de Mercados y Valores de los Estados Unidos no ha aprobado la Taxonomía NIIF por su uso en formularios XBRL en Estados Unidos

## Organización
El director ejecutivo de la Fundación IFRS es Yael Almog,, quien funge también como el director de Relaciones Internacionales de la Autoridad de Valores de Israel.
La Fundación es dirigida por una junta de 22 fideicomisarios, entre los que se destacan:
- Michel Prada (Presidente), quien es también copresidente del Consejo de Regulaciones Financieras Globales;[15]
- Tsuguoki Fujinuma (vicepresidente), también profesor de la Universidad de Chūō y miembro de la junta de la Bolsa de Tokio;[16]
- Robert R. Glauber (vicepresidente), originalmente presidente y director ejecutivo de Financial Industry Regulatory Authority;[17] y
- Ronald Arculli, también presidente la Bolsa de Hong Kong y Compensación, y de la Federación Mundial de Bolsas.[18]

Las responsabilidades de los fideicomisarios incluyen el nombramiento de miembros, para establecer los procedimiento operativos la Junta de Normas Internacionales de Contabilidad, así como del Comité de Interpretaciones, el Consejo de Asesoría; de la misma forma, se encargan de realizar y aprobar los presupuestos de la Fundación. Son responsables ante un comité de control de actividades públicas, y su eficacia es evaluada por un Comité de Supervisión.